# كأس فرنسا 2001–02
كأس فرنسا 2001–02 (بالفرنسية: Coupe de France de football 2001-2002)‏ هو الموسم 85 من كأس فرنسا. أشرف على تنظيمه اتحاد فرنسا لكرة القدم، وفاز فيه نادي لوريان.